# SBIアルヒ
SBIアルヒ株式会社（英称:SBI ARUHI Corporation）は、日本最大手の住宅ローン専門金融機関である。SBIホールディングス及びSBIノンバンクホールディングスの連結子会社。

## 概要
AIやITなどテクノロジーを活用し、全国約100店舗の対面型店舗網やWebなどマルチチャネルで多彩な住宅ローン商品の貸出・取次業務を行う。全期間固定金利住宅ローン「フラット35」の取り扱い実績では実行件数において14年連続シェアNo.1を続けている。住宅ローン事業を中心に、ライフステージに応じた住まいの実現を金融面からサポートすることで住宅金融のリーディングカンパニーへの進化を目指している。
2014年にSBIグループから独立したが、2022年に再度SBIグループ入りしている。

## 沿革
- 2000年（平成12年）
  - 6月 - ソフトバンク・ファイナンスカード株式会社として設立。
  - 10月 - 商号をグッドローン株式会社に変更
- 2001年（平成13年）
  - 5月 - 日本初のモーゲージバンク（証券化を資金調達手段とした住宅ローン貸出専門の金融機関）として30年全期間固定金利住宅ローン「グッド住宅ローン」の取扱を開始。
  - 11月 - 日本初のインターネットによる繰上返済サービス開始
- 2004年（平成16年）
  - 3月 - 「グッド住宅ローン」35年固定金利の取扱開始。
  - 4月 - SBIモーゲージ・コンサルティングが日本初のモーゲージブローカー（複数金融機関への住宅ローン取り次ぎサービス）を開始。
  - 12月 - 住宅金融公庫と提携しフラット35の取扱を開始[5]。
- 2005年（平成17年）
  - 1月 - 商号をグッド住宅ローン株式会社に変更
  - 5月 - 商号をSBIモーゲージ株式会社に変更。
- 2006年（平成18年）9月 - 生命保険代理店との提携により、日本初の本格的な住宅ローン代理店制度を構築[6]。
- 2008年（平成20年）
  - 3月 - フラット35（買取型）利用客に対するインターネットによる繰上返済サービスを開始[7]。
  - 9月 - モーゲージバンクとして、日本初となる銀行代理業許可を取得[8]。
- 2012年（平成24年）4月 - 日本で初めて韓国取引所有価証券市場（KOSPI）へ上場[9]
- 2013年（平成25年）10月 - 株式取得によりSBIリース株式会社を連結子会社化（2015年5月に商号をアルヒリース株式会社に、2016年1月に商号をFAリーシング株式会社に変更。2019年8月に三井住友トラスト・パナソニックファイナンスが吸収合併）
- 2014年（平成26年）
  - 5月 - CSMホールディングス株式会社（現・SBIアルヒ株式会社）設立
  - 6月 - カーライル・グループに属する投資会社のCSMホールディングス株式会社（現・アルヒ株式会社）が公開買付けの開始を発表
  - 8月 - SBIグループを離脱。CSMホールディングス株式会社がSBIモーゲージ株式会社の株式及び韓国預託証券を公開買付けにより取得し筆頭株主となる
- 2015年（平成27年）
  - 1月 - 韓国取引所有価証券市場（KOSPI）の上場廃止[10]。
  - 3月 - 住信SBIネット銀行の変動変動金利商品の取り扱いを開始[11]。
  - 5月 - 商号をアルヒ株式会社（ブランド名はARUHI）に[12][13]CSMホールディングス株式会社の商号をアルヒグループ株式会社にそれぞれ変更
  - 7月 - 提携企業のサービスや商品の優待特典を提供する「ARUHIメンバーズクラブ（現・ARUHI暮らしのサービス）」を開始[14][15]。
  - 11月 - 連結子会社アルヒリース株式会社（旧・SBIリース株式会社）の全株式を三井住友トラスト・パナソニックファイナンスに売却。

- 2016年（平成28年）
  - 3月 - 住宅の購入者事例を元に、家探しをサポートするWebサービス「ARUHI家の検索」を開始[16][17]。
  - 10月 - 従来のフラット35よりさらに金利が低くなる、フラット35（保証型）「ARUHIスーパーフラット」の取り扱いを開始[18][19]。
  - 11月 - ソニー銀行の住宅ローンの取り扱いを開始[20][21]。
- 2017年（平成29年）
  - 1月 - RPAの活用によりARUHIの住宅ローン申込書の記入項目を大幅に削減[22][23]。
  - 7月 -
    - アルヒグループ株式会社がアルヒ株式会社（旧・SBIモーゲージ株式会社、2000年6月設立）を吸収合併、同日付で商号を「アルヒ株式会社（ARUHI Corporation）」に変更
    - 「ARUHI買取再販ローン」の取り扱いを開始[24]。

  - 10月 - 楽天銀行の住宅ローンの媒介に関わる業務を開始[25]。
  - 12月 -
    - 「ARUHI presents 本当に住みやすい街大賞」のイベントを初開催[26]。
    - 東京証券取引所第一部に上場[27]
- 2018年（平成30年）
  - 4月 - 住宅ローンの契約手続をWeb上で行うことができる電子契約サービスの導入を開始[28]。
  - 7月 - 「ARUHI変動S」の取り扱いを開始[29]。
- 2019年（平成31年/令和元年）
  - 3月 - フラット35に関する事務受託事業を行うアルヒRPAソリューションズ株式会社を設立[30]。
  - 12月 -
    - みずほ銀行が取り扱うフラット35における受託事務を開始[31]。
    - 住宅ローン不正利用検知システム「ARUHIホークアイ」が稼働[32]。
- 2020年（令和2年）
  - 1月 -
    - 省エネルギー性能の高い住宅に対するローンを裏付け資産とする日本初のグリーン住宅ローン担保証券を発行[33]。
    - auじぶん銀行の住宅ローン取り扱いを開始[34]。

  - 3月 - 不動産業界に特化した職業紹介事業を行うアルヒキャリア株式会社が事業開始[35]。
  - 4月 - 不動産テクノロジーの商品・サービスの開発を目的としてアルヒ不動産テクノロジーズ株式会社が事業開始[36]。
  - 10月 - 楽天銀行との銀行代理業委託契約を解約[37]。
- 2021年（令和3年）
  - 2月 - 北都銀行との間で住宅ローン希望者に係る業務提携を開始[38]。
  - 3月 - 第2本社を千葉県柏市柏の葉キャンパスに設立[39]。
  - 4月 - アルヒ住み替えコンシェルジュ株式会社を設立[40]。
  - 11月 - 一人ひとりに最適な街を、AIで無料診断できるwebサービス「TownU（タウニュー）」の提供を開始[41]。
- 2022年（令和4年）
  - 4月 - 東京証券取引所プライム市場に移行[42]。
  - 5月 - 「ARUHIスーパー40」の取り扱いを開始[43]。
  - 9月 - SBIホールディングス株式会社との業務提携契約を締結。同時に同社子会社のSBIノンバンクホールディングス株式会社が行う株式公開買付けに応じること（SBIグループへの復帰）を発表[4]。
  - 11月 - 株式公開買付けにより、SBIノンバンクホールディングス株式会社が、議決権所有割合ベースで48.40%の当社株式を取得。SBIホールディングス株式会社の議決権所有割合は直接保有分を含め51.0%となり、親会社となる[44]。
- 2023年（令和5年）
  - 12月 - 株式交換によりSBIエステートファイナンス株式会社を完全子会社化
- 2024年（令和6年）
  - 1月 - 商号をSBIアルヒ株式会社（SBI ARUHI Corporation）に変更
  - 1月 - 住信SBIネット銀行の変動金利商品の取り扱いを開始
  - 8月 - 本社を千代田区平河町に移転